# Alexander Wetterling

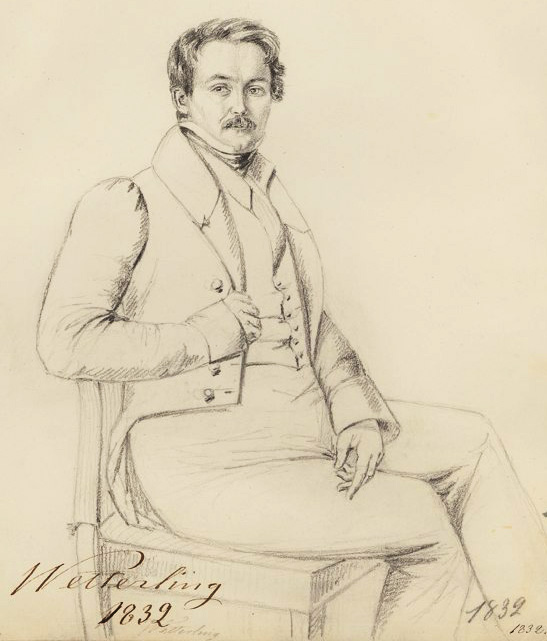
Alexander Clemens Wetterling. Teckning av Maria Röhl (1832).

Alexander Clemens Wetterling, född den 30 januari 1796 i Värmdö socken, Stockholms län, död den 5 juni 1858 i Stockholm, var en svensk militär, målare, tecknare och grafiker.
Wetterling verkade främst som historie- och landskapsmålare. På uppdrag av Karl XIV Johan målade han bataljtavlor och skildrade andra historiska tilldragelser.

## Biografi
Han var son till kaptenen Nils Israel Wetterling  och Anna Regina Nordenankar och från 1842 gift med Ulrika Catharina Bergström. Wetterling valde tidigt den militära banan och blev kadett 1810 och efter att han genomgått Krigsskolan på Karlberg underlöjtnant vid Svea artilleriregemente 1812. Som sjuttonårig deltog han i drabbningarna vid Grossbeeren, Dennewitz och Leipzig samt i fälttågen i Belgien, Holstein och Norge. Han blev sedan kapten vid Svea artilleriregemente och major i armén. Han verkade någon tid som lärare vid högre militärläroverket i Marieberg. 
Wetterlings far, som var fortifikationsofficer, gjorde sig känd som en skicklig tecknare gav sonen de första grunderna i tecknandets konst och uppmuntrade honom att förkovra sin konstnärliga talang. Under studieåren vid Karlberg var han en uppskattad karikatyrtecknare i kamratkretsen och bland lärarna. I början av 1820- talet studerade han etsning för Fredrik Boije och medarbetade som tecknare och etsare i Boijes Magasin för konst, nyheter och mode och han utförde en svit konstritningar efter äldre målningar för den tillsammans med Boije utgivna planschverket Kongl. svenska museum 1821–1823. Han tecknade även bilderna över svenska artilleriets uniformer för bokverket Kongl. svenska arméns uniformer 1825. 
Wetterling reste 1826 på en studieresa till Paris där han studerade teckning efter levande modell och anatomi samt en rad häststudier. Under de fem år han vistades i Paris skrev han flitigt brev till sin mor och långa orienterade brev till vännen Boije. Han studerade målning en kortare tid för Théodore Gudin och besökte museum och gallerier för att beskåda verk av Horace Vernet och Théodore Géricault som blev hans förebild i ett konstverks totalverkan. Från Paris gick resan vidare till Rom 1827 och Neapel 1830. Efter hemkomsten till hemlandet 1831 publicerade han ett Lithografiskt allbum men ägnade sedan större delen av sin tid åt den militära tjänstgöringen där han blev lärare i teckning vid Högre artilleriläroverket och adjutant hos kronprins Oskar. Han blev ledamot av Konstakademien 1840. Han medverkade första gången i Konstakademiens utställning 1826 med en teckning av Ett sto med föl och han var en regelbunden utställare i akademiens utställningar 1831–1858 Hans produktion består av små hästtavlor, italienska och svenska utsikter, folklivsbilder, landskapsskildringar, porträtt utförda i olja, akvarell, blyerts, tusch, sepia samt på beställning  bataljmålningar, ceremonitavlor och historiemåleri vara många senare litograferades av Carl Andreas Dahlström.  
Wetterling är representerad vid bland annat Göteborgs konstmuseum, Nationalmuseum, Nordiska museet i Stockholm, Kulturen i Lund, Kalmar läns museum, Armémuseum, Länsmuseet Gävleborg, Kalmar konstmuseum, Gripsholm, Östergötlands museum, Norrköpings Konstmuseum, Uppsala universitetsbibliotek,  Musée Bernadotte i Pau och Drottningholms slott.  

## Verk

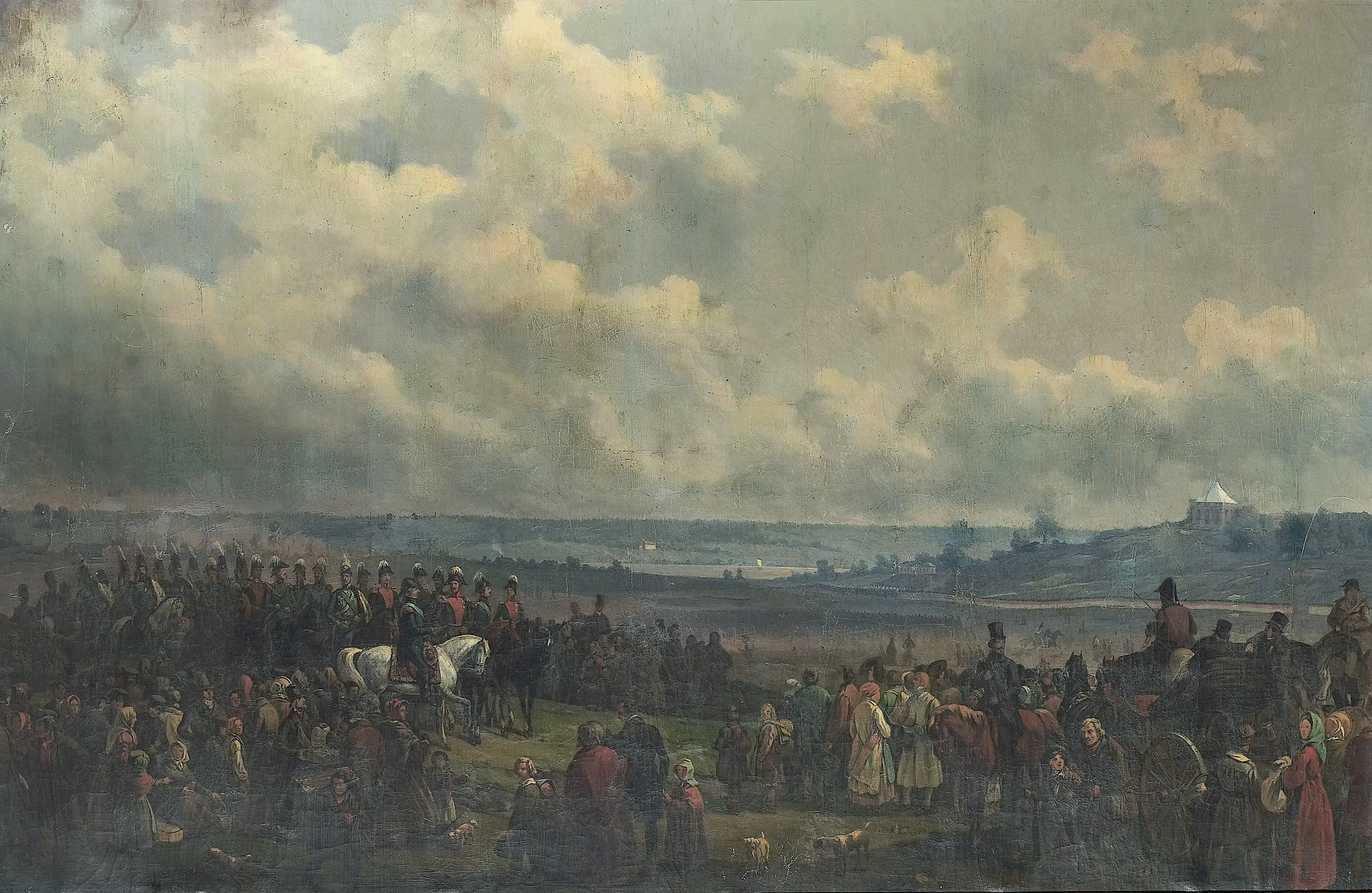
Karl XIV Johan på trupprevy
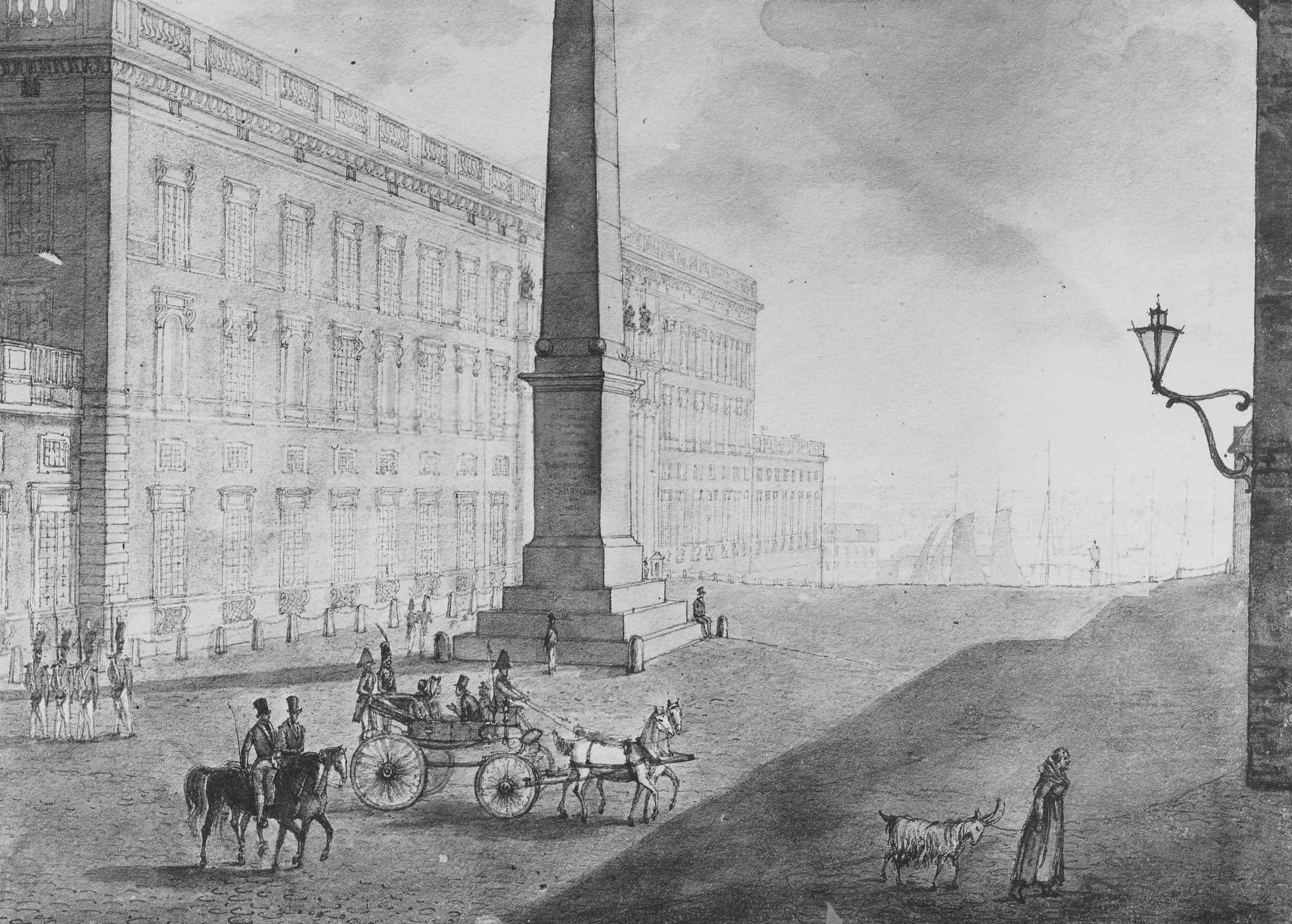
Slottsbacken och obelisken 1820
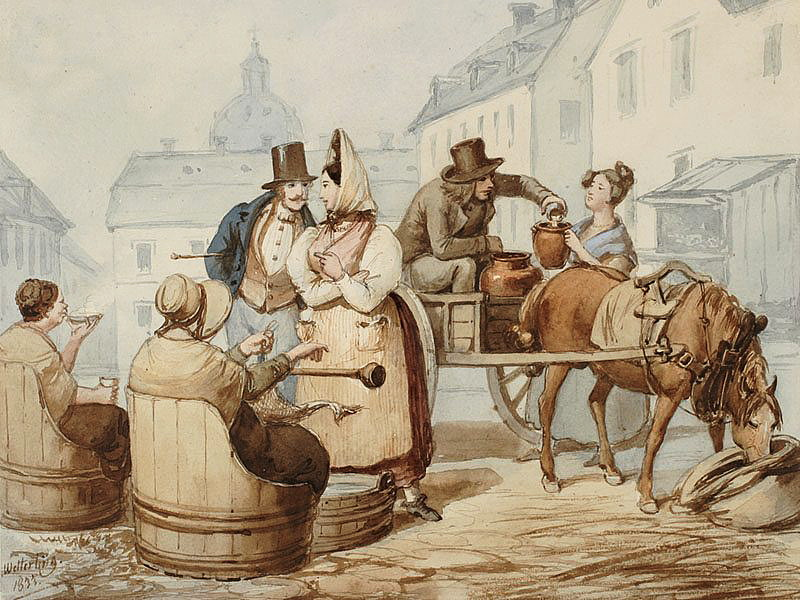
Hötorget 1833